# Кожень (Мазовецьке воєводство)
Кожень (пол. Korzeń) — село в Польщі, у гміні Висьмежиці Білобжезького повіту Мазовецького воєводства.
Населення — 104 особи (2011).
У 1975-1998 роках село належало до Радомського воєводства.

## Демографія
Демографічна структура станом на 31 березня 2011 року:
|          | Загалом | Допрацездатний вік | Працездатний вік | Постпрацездатний вік |
| -------- | ------- | ------------------ | ---------------- | -------------------- |
| Чоловіки | 58      | 7                  | 41               | 10                   |
| Жінки    | 46      | 7                  | 25               | 14                   |
| Разом    | 104     | 14                 | 66               | 24                   |